# Françoise Verny
Pour les articles homonymes, voir Verny (homonymie).
Françoise Verny, née Delthil le 26 novembre 1928 à Neuilly-sur-Seine et morte le 13 décembre 2004 à Paris 16e, est une éditrice française.

## Biographie
Fille de médecins, Françoise Verny est une ancienne élève de l'École normale supérieure de jeunes filles à Paris (1949 L).
Elle étudie la philosophie. Elle rencontre et épouse presque aussitôt en 1955 l'avocat parisien Charles Verny, ancien résistant, ancien dirigeant de la branche jeunes de l'Organisation  civile et militaire et ancien déporté. Ils divorcent en 1960. Elle doit trouver un travail et se détourne rapidement de l'enseignement pour la presse. Elle travaille successivement aux Informations catholiques internationales, à l'Écho de la mode, à L'Express et au Nouveau Candide.
Elle entre, en 1964, chez Grasset où elle reste dix-huit ans. En 1982, elle rejoint Gallimard, en tant qu'adjointe du PDG Claude Gallimard, un transfert qui fait beaucoup de bruit dans le milieu de l'édition. Mais elle n'y reste que quatre ans et, en 1986, devient directrice éditoriale et du développement audiovisuel chez Flammarion. Elle est revenue, pour peu de temps, en 1995 à ses premières amours, les éditions Grasset. Elle avait travaillé pour M6.
Catholique pratiquante, elle est l'auteure de plusieurs livres sur la religion.
Elle est inhumée au cimetière du Montparnasse, 5e division.

### Référence
Personnalité croisée par plusieurs écrivains au cours de sa carrière, elle est présente dans l'œuvre de certains d'entre eux, pastichée par Daniel Pennac sous les traits de « la reine Zabo » dans La Fée Carabine, ainsi que dans plusieurs des romans de Jack-Alain Léger. Elle inspire également le personnage de Germaine Dubois dans le roman de Claude Durand (sous le pseudonyme de François Thuret) J'aurais voulu être éditeur (éditions Albin Michel, 2010). Un portrait dans Mémoire de Catherine Clément (Stock, 2007). Antoine de Caunes la choisit comme tête de turc en affichant régulièrement sa photographie au cours des monologues humoristiques qu'il déclame dans l'émission Nulle Part Ailleurs.

## Œuvres
- Le plus beau métier du monde, Orban, 1990  (ISBN 2-85565-579-X)
- Dieu existe, je l'ai toujours trahi, Orban, 1992  (ISBN 2-85565-712-1)
- Dieu n'a pas fait la mort : (Sagesse,1-13), Grasset, 1994  (ISBN 2-246-47551-1)
- Mais si, messieurs, les femmes ont une âme, Grasset, 1995  (ISBN 2-246-50381-7)
- Pourquoi m'as-tu abandonnée ?, Grasset, 1998  (ISBN 2-246-56771-8)
- Serons-nous vivantes le 2 janvier 1950, préface de Patrick Modiano, Grasset, 2005  (ISBN 2-246-57871-X)